# Věž Jana Nebojácného
Věž Jana Nebojácného (fr. tour Jean-sans-Peur) je obranná věž v Paříži, kterou nechal na počátku 15. století vybudovat burgundský vévoda Jan I. řečený Jan Nebojácný. Jedná se o poslední pozůstatek paláce burgundských vévodů. Nachází se v ulici Rue Étienne-Marcel č. 20 ve 2. obvodu a dnes je součástí základní školy.

## Historie
Věž nechal postavit v letech 1409–1411 burgundský vévoda Jan I. k obraně své pařížské rezidence. Válka mezi Armagnaky a Burgunďany byla v té době v plném proudu. 23. listopadu 1407 nechal Jan Nebojácný zavraždit svého bratrance, Ludvíka I. Orleánského, bratra krále Karla VI. Aby se ochránit před odvetou, nechal u svého paláce vybudovat opevněnou věž vysokou 21 m.
Palác původně postavil Robert II. z Artois na konci 13. století u hradeb Filipa II. Augusta. V roce 1369 se stal pařížskou rezidencí Burgunďanů jako výsledek spojení mezi rodinami Artois a Burgundských. Po zavraždění Jana Nebojácného v Montereau v roce 1419 palác zůstal v majetku burgundských vévodů do roku 1477, kdy zemřel Karel Smělý. Věž a palác poté zpustly.
V 17. století se do paláce nastěhovala divadelní společnost. V letech 1866–1868 byla při stavbě ulice Rue Étienne-Marcel věž znovuobjevena jakožto jediný pozůstatek původního paláce. Od 29. září 1884 je chráněná jako historická památka a v roce 1893 byla restaurována. Od roku 1999 je věž přístupná veřejnosti.

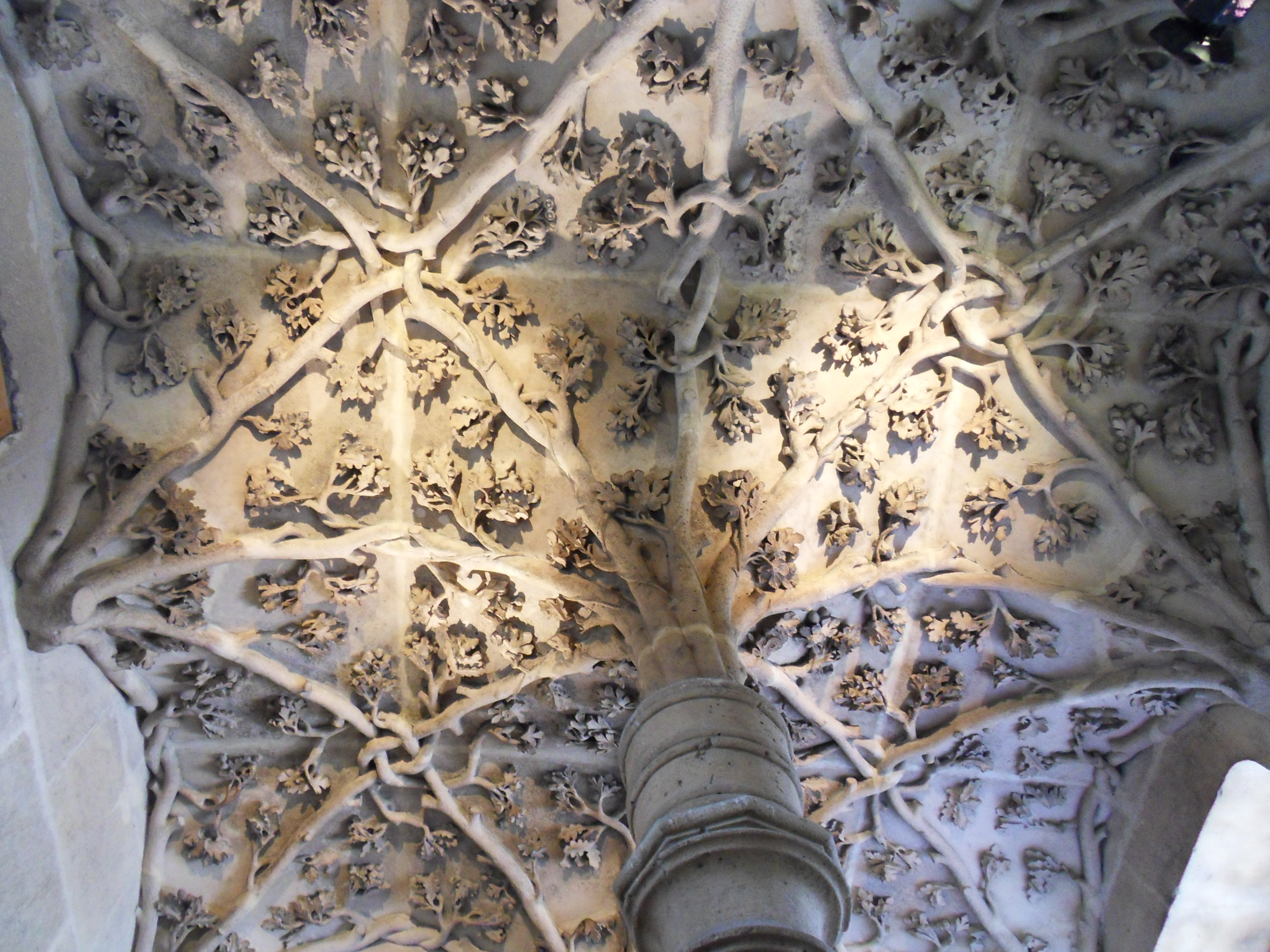
Klenba nad schodištěm

## Zajímavé části
- slavnostní schodiště inspirované schodištěm, které nechal postavit Karel V. v Louvru (dnes zaniklé)
- výzdoba klenby schodiště představující kamenné větve dubu a úponky chmele spojené větvemi hlohu
- rekonstruovaná latrína, které byly v každém pokoji. Na rozdíl od předchozího období nevedly mimo vnější zdi, ale potrubím ve stěně a končily v jámě ve sklepě. Byly vyhřívány stranou krbu v místnosti
- trůn a zasedací sál Jana Nebojácného